# Bernisse (water)
De Bernisse is een water op Voorne-Putten in de Nederlandse provincie Zuid-Holland. Het loopt van het Spui tot het Scheepvaart- en Voedingskanaal dat parallel loopt aan het Hartelkanaal.
De Bernisse vormt de scheiding tussen de eilanden Voorne en Putten (en niet, zoals vaak gedacht wordt, het Voornse Kanaal). Aan de Bernisse liggen de plaatsen Simonshaven, Zuidland, Abbenbroek en Heenvliet. Het dient als verbinding waardoor zoetwater vanuit het Spui ingelaten wordt in het Rijnmondgebied. Hiermee wordt de verzilting tegengegaan die veroorzaakt wordt door het via de Nieuwe Waterweg binnenstromend zeewater.

## Geschiedenis
In de vroege middeleeuwen vormde de Bernisse de verbinding tussen de (Brielse) Maas en het Haringvliet en was het een belangrijke waterweg. Bij Geervliet werd tol geheven. Na de Sint-Elisabethsvloed van 1421 verzandde de Bernisse en verloor aan betekenis voor de scheepvaart. Uiteindelijk was er niet veel meer van over dan een sloot van een paar meter breed.

## Recreatiegebied
In de jaren zeventig werd de Bernisse weer aanmerkelijk verbreed om te dienen als recreatiegebied. De eerste plannen hiervoor werden gepresenteerd in 1967, de aanleg startte in 1976 en werd afgerond in september 1979. Het gebied is tegenwoordig ruim 300 hectare groot en is gevormd door diverse plassen waarin en waarop gevist, gesurft, gezwommen en gevaren kan worden. Motorbootvaart is niet toegestaan. Ter hoogte van Abbenbroek en rondom de Stompaardse Plas zijn er speciale strandjes. Verder zijn er diverse trailerhellingen en aanlegsteigers gemaakt. Voor vogelliefhebbers is dit een prachtig gebied. Bij Zuidland is een bungalowpark aangelegd aan de Stompaardse Plas.

## Foto's Bernisse

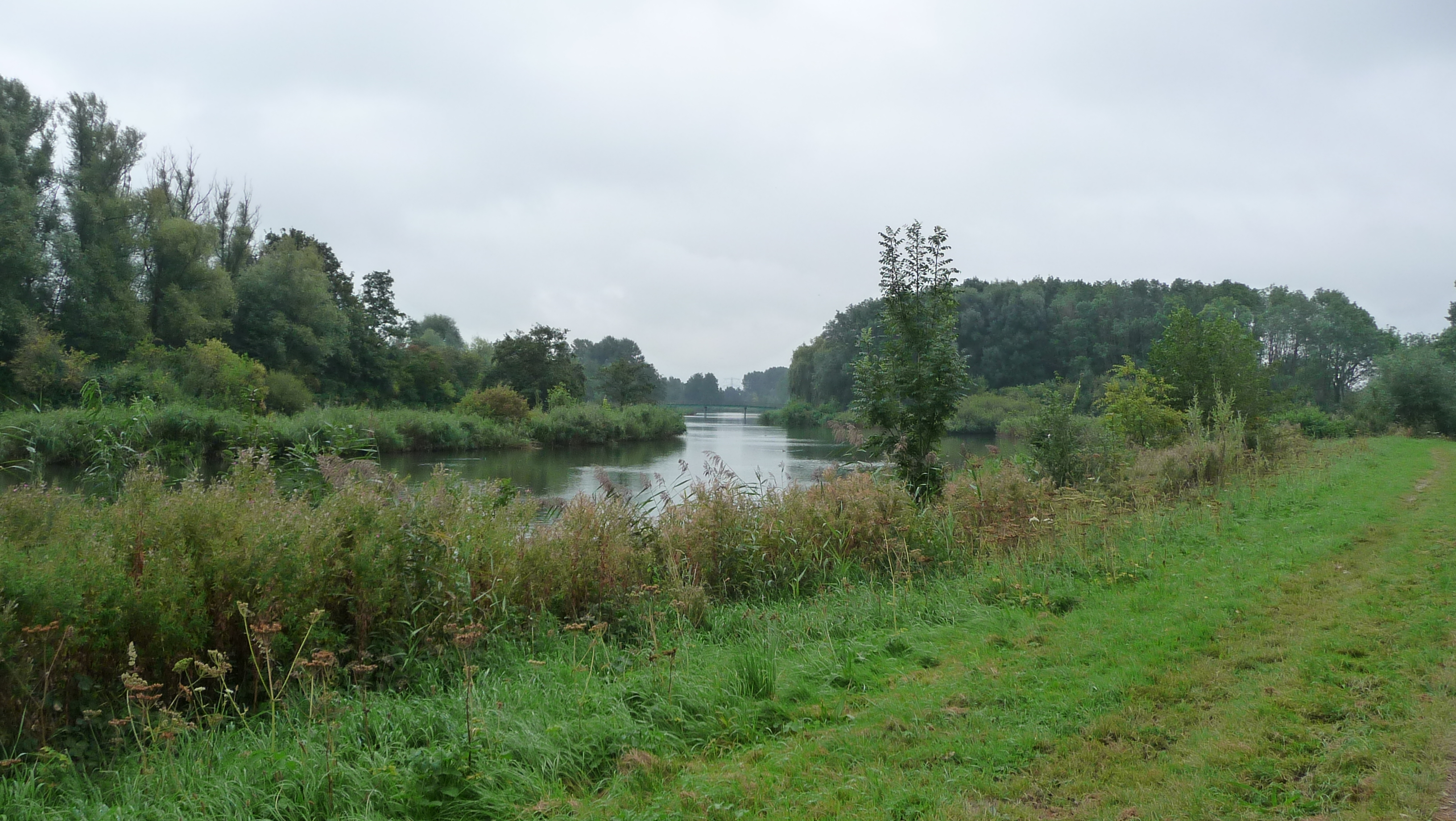
Bernisse bij Abbenbroek
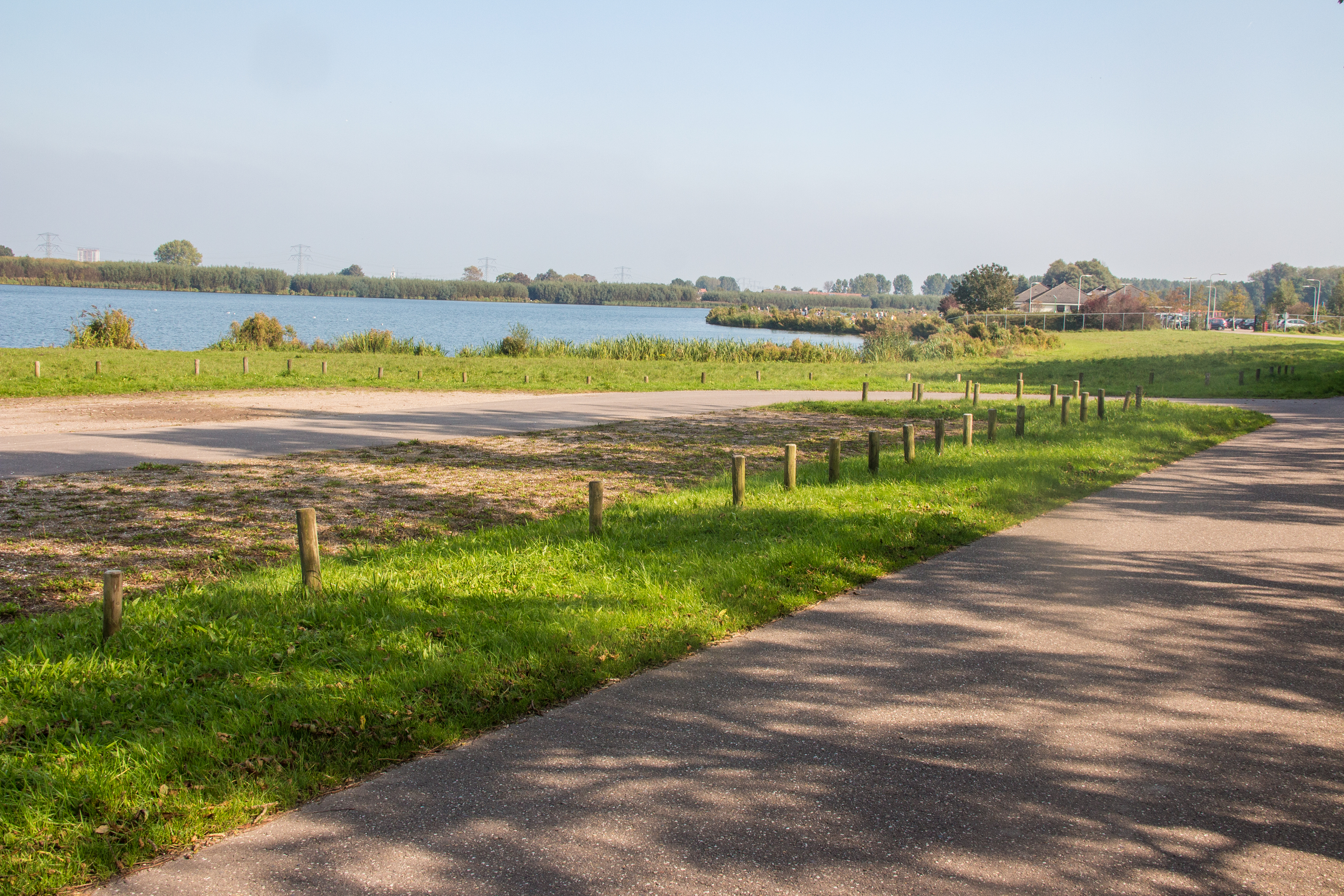
Water- en recreatiegebied de Bernisse
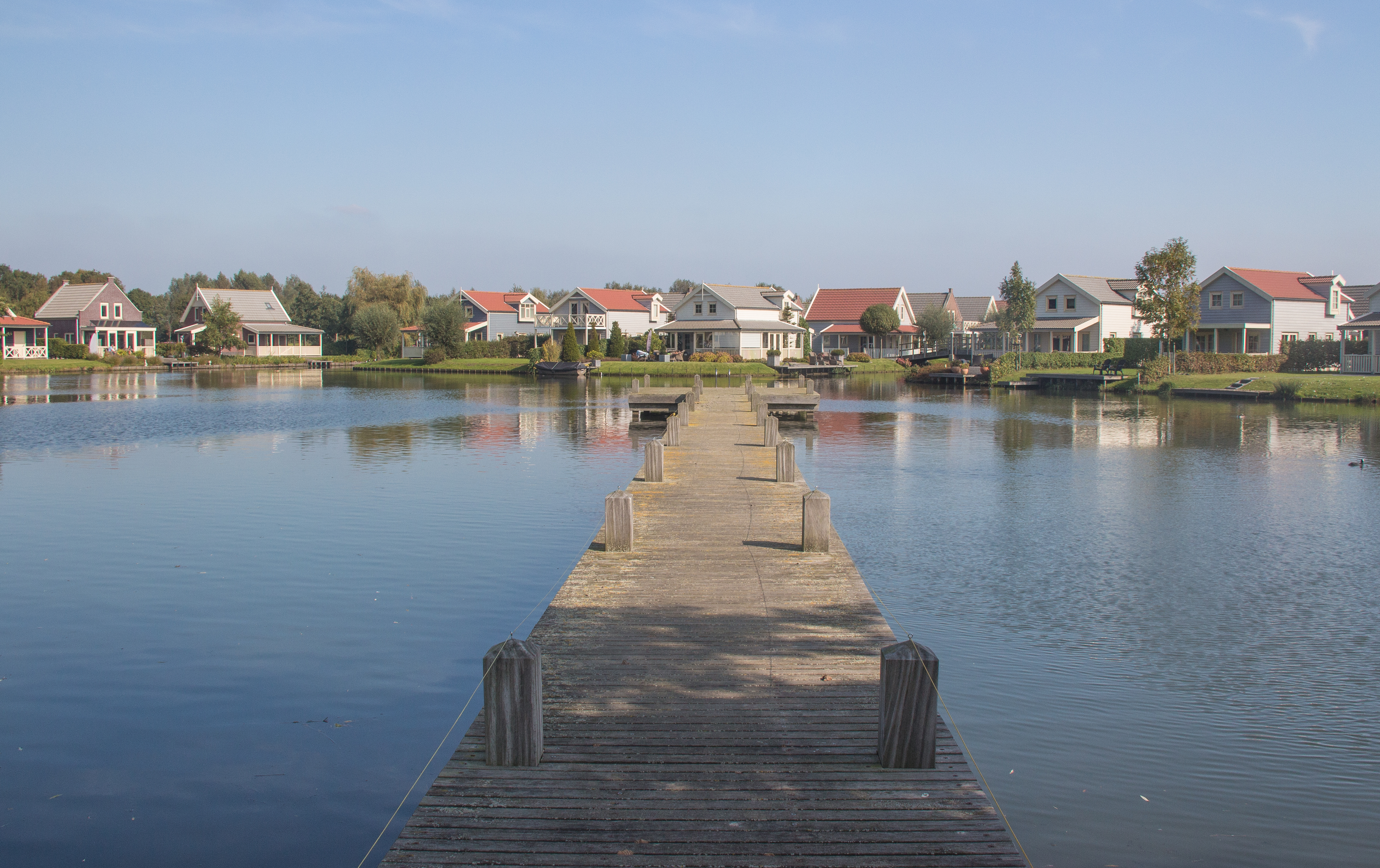
Vakantiepark aan de Bernisse (Zuidland)

- Virtual International Authority File: 241215139